# DSR-1
DSR-1は、ドイツのAMP テクニカルサービスが開発した、法執行機関向け狙撃銃である。

## 概要
2000年にドイツ連邦警察局の特殊部隊GSG-9の要請で開発された中型のブルパップ方式のボルトアクション狙撃銃である。
ドイツのエルマ・ヴェルケ（ERMA Werke）社のSR100 ボルトアクションライフルをベースとして開発され、使用する弾薬もSR100同様、.308ウィンチェスター、.300ウィンチェスターマグナム、.338ラプアマグナム弾に対応する。
銃身はフリーフローティングデザインで構成され、交換を容易とするために、レシーバーは3本のボルトで固定されている。また、ハンドガードには通気のための穴が空けられており、マズルブレーキと合わせた設計となっている。フォアエンドはレシーバー一体型。上部にはマウントレールがあり、二脚やスコープなどを取り付け可能。トリガーガードの前には予備弾倉を1個装着できる。

## 派生型
DSR-1 サブソニック
.308サブソニック弾を使用するため専用に設計されたバリエーション。
DSR-50
.50BMG弾を使用する対物ライフル。
デザートテック SRS
本銃がベースとなっている。

## 登場作品

### 映画
『山猫は眠らない3』
アメリカ国家安全保障局のエージェントが使用。

### 漫画・アニメ
『ヨルムンガンド』
アニメ版にのみ、GSG-9所属時代のルツの回想シーンで登場する。

### 小説
『ピノキオ急襲』
特殊部隊「サイレント・コア」の狙撃手である田口芯太（リザード）が使用。
『ブラック⚫ブレット』
巳継悠河（ダークストーカー）が使用。
『レッド・メタル作戦発動』
中国人民解放軍 特殊部隊 南京軍区 海龍部隊 隊長 成敏俊大尉が使用。

### ゲーム
『Alliance of Valiant Arms』
ゲーム内兵科「スナイパー」のメイン武器として使用可能。
『HIDE AND FIRE』
『MASSIVE ACTION GAME』
DLC第4弾にて「レーブン工業（PMC）」専用の武器として｢Kinmark SRS｣の名称で追加された。
『Paperman』
ゲーム内通貨で購入可能。
『グランド・セフト・オート・ザ・バラッド・オブ・ゲイ・トニー』
「改良型スナイパーライフル」の名称で登場。
『クロスファイア』
ゲーム内通貨で購入可能。
『ゴーストリコン アドバンスウォーファイター2』
プレイヤーが使用可能。.338 ラプアマグナム弾仕様で、×4、×16倍率スコープ標準装備。ボルトアクション方式だが、ゲームのシステム上動作が排除されている。PS3版ではシングルプレイのみに登場。
『コール オブ デューティ ブラックオプス2』
DSR-50が登場。
『サドンアタック』
韓国ではCR（ポイント購入）実装されている。
『メタルギアソリッド4』
.300 ウィン・マグナム弾仕様が登場し、スネークが使用可能。Act2ではスネークが終盤にヘリから狙撃を行う。『MGO2』でも使用可能。
『PUBG: New State』
新しいSRとして実装。
『ドールズフロントライン』
★5ライフル戦術人形DSR-50として登場。
『バトルフィールド2042』
DXR-1として登場。ゲーム内最速の弾速を誇る。